# Panzerlied
"Panzerlied" är en av de mest kända tyska sångerna. Den komponerades 25 juni 1933 av Oberleutnant Wiehle i Riksvärnet när han var på väg mot Königsbrück. Anledningen till dess berömmelse utanför det tysktalande området är sångens minnesvärda framförande i filmen Det stora slaget (Battle of the Bulge) från 1965. Under år 2017 beslutade Ursula von der Leyen att Panzerlied och andra sånger skulle ej tas med i en ny sångbok. Trots det används Panzerlied fortfarande av panzaregementen i Chile, Schweiz, Frankrike och inom Livgardet i Sverige.